# NGC 3820
NGC 3820 (również PGC 36308 lub HCG 58E) – galaktyka spiralna (Sbc), znajdująca się w gwiazdozbiorze Lwa. Odkrył ją Heinrich Louis d’Arrest 29 kwietnia 1865 roku. Należy do zwartej grupy galaktyk Hickson 58 (HCG 58).